# Friedrich Welwitsch
Friedrich Martin Josef Welwitsch (Maria Saal, Caríntia,25 de Fevereiro de 1806 — Londres,  20 de Outubro de 1872) foi um botânico austríaco, conhecido pelo seu trabalho de recolha da flora de Angola no Século XIX.

## Vida e obra
Welwitsch graduou-se em Medicina em 1834 e doutorou-se em 1836, na Universidade de Viena, Áustria, tendo trabalhado como crítico teatral durante o seu tempo de estudante. Em 1839 viajou para Portugal, subsidiado pela Württembergischer botanische Reiseverein ou Unio Itineraria, uma sociedade que patrocinava viagens de colheita de espécimenes botânicos, que eram posteriormente distribuídos pelos seus membros. Viveu em Portugal entre 1839 e 1853, ocupando várias posições como botânico.
Entre 1853 e 1860 realizou uma viagem de exploração botânica em Angola, subsidiada pelo governo português. Em Angola, realizou explorações botânicas nos distritos de Luanda, Cuanza Norte, Malanje, Benguela, Namibe (na altura denominada Moçâmedes), e Huíla. Recolheu um total de 8.000 amostras botânicas, com 5.000 espécies diferentes. Destas, mais de 1.000 eram espécies novas. A 3 de Setembro de 1859, ele encontrou a planta pela qual ficou mais conhecido, a Welwitschia mirabilis, à qual chamou Tumboa, devido à denominação ntumbo, que lhe era dada pelas populações locais. Seria J. D. Hooker a chamar-lhe Welwitschia em sua homenagem.  Durante a sua viagem, Welwitsch sofreu de febres, disenteria, escorbuto e úlceras nas pernas, o que acabou por o forçar a terminar a sua exploração em 1860.
Quando regressou de Angola, Welwitsch decidiu fixar residência em Londres para ficar próximo ao Museu de História Natural e dos Royal Botanic Gardens. Trabalhou em Londres até a sua morte, em 1872.
Depois da sua morte, o governo português (para quem ele reuniu a sua colecção botânica) travou uma longa batalha judicial para trazer as colecções para Portugal. Ao fim de três anos de disputas, foi alcançado um acordo - o governo português recebeu o primeiro lote de duplicatas e o Museu de História Natural de Londres recebeu o segundo lote.
Friedrich Welwitsch está enterrado no Cemitério Kensal Green, em Londres. Sua lápide está decorada com uma gravura sua.

## Principais publicações

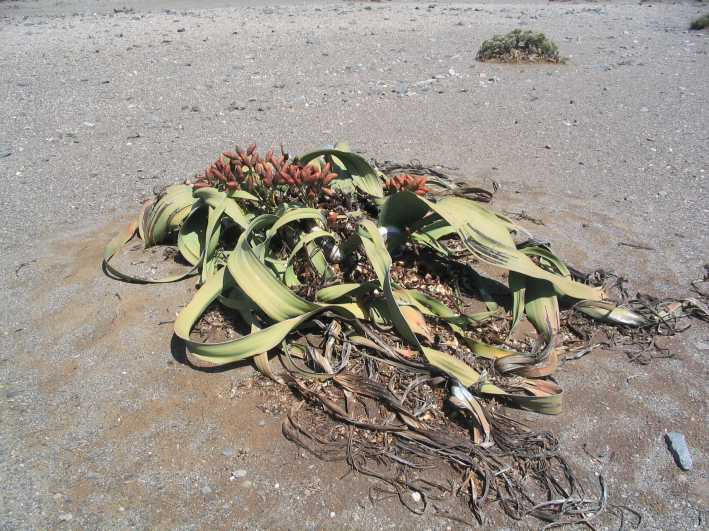
Welwitschia mirabilis.

- Beiträge zur kryptogamischen Flora Unterösterreichs. In: Beiträge zur Landeskunde Österreichs. 1834.
- Synopsis Nostochinearum Austriae inferioris. Dissert. Viena, 1836.
- Genera Phycearum Lusitanae. Actas da Academia das Ciências de Lisboa. 1850.
- Apontamentos Fito-geograficos sobre a Flora da Província de Angola na Africa Equinocial. In: Anais do Conselho do Ultramarino, Out. 1858.
- Sinopse explicativa das amostras de Madeiras e drogas medicinais (…) coligidos na provincia de Angola, e enviados a Exposição Internacional de Londres em 1862.. Lisboa, 1862.
- Sertum Angolense. In: Transactions of the Linnean Society. 1869.
- Notizen über die Bryologie von Portugal. In: Flora, 1872.